# Sauli Niinistö
Sauli Niinistö (Salo, 24 de agosto de 1948) é um político finlandês, membro do Partido da Coligação Nacional (conservador) e antigo presidente da Finlândia (2012-2024).
Niinistö é advogado de formação, foi presidente do Partido da Coalizão Nacional (NCP) de 1994 a 2001; deputado do Parlamento da Finlândia — o Eduskunta, de 1987 a 2003 e de 2007 a 2011, neste último período atuou como presidente da casa; ministro da Justiça em 1995–1996; ministro das Finanças de 1996 a 2003, período no qual a Finlândia aderiu ao euro; vice-primeiro-ministro de 1995 a 2001; e candidato do NCP na eleição presidencial de 2006. Além disso, é o presidente honorário do Partido Popular Europeu (EPP), desde 2002.
Niinistö foi eleito Presidente da Finlândia para o período de 2012-2018 e reeleito para o mandato de 2018–2024.

## Biografia
Niinistö nasceu em Salo em 1948. Filho do gerente de circulação do Salon Seudun Sanomat Väinö Niinistö (1911–1991) e da enfermeira Hilkka Niinistö, nascida Heimo (1916–2014). O padrinho de Niinistö foi Fjalar Nordell, fundador de Salora, um fabricante finlandês de eletrônicos.

Formou-se na escola secundária Salon normaalilyseo em 1967; e foi estudar na Universidade de Turku,onde tornou-se Bacharel em Direito, em 1974. Embora nascido em uma família de língua finlandesa, Niinistö fala fluentemente em público sueco, que é a outra língua oficial do país. Ele também é fluente em inglês.